# Bettina-Brentano-Preis
Der Bettina-Brentano-Preis ist ein Literaturpreis für Gegenwartslyrik, der erstmals 2024 verliehen wurde. Ins Leben gerufen wurde er von der Dr. Karl und Lore Nebendorf-Stiftung, um „herausragende Leistungen der Gegenwartslyrik“ zu würdigen. Der Preis ist mit 10.000 Euro dotiert und soll jährlich vergeben werden.
Namensgeberin des Preises ist die in Frankfurt geborene Schriftstellerin Bettina Brentano. Organisatorisch unterstützt wird der Preis von der Commerzbank AG sowie vom Hessischen Literaturforum im Mousonturm e.V.

## Preisträger
Der Schriftsteller, Lautpoet und Musiker Michael Lentz erhält den Bettina-Brentano-Preis 2024 für seinen Gedichtband Chora sowie für sein bisheriges Gesamtwerk. 2025 erhält die Berliner Schriftstellerin Nadja Küchenmeister den Preis. Geehrt wird sie für ihren 2025 erschienenen Gedichtband Der Große Wagen sowie für ihr bisheriges Gesamtwerk.

## Jury
Die Jury 2024 wie 2025 bestand aus:
- Barbara Bingel, Literaturvermittlerin und Vorsitzende der Horst Bingel-Stiftung für Literatur e.V.
- Beate Tröger, Literaturkritikerin
- Jan Wilm, Schriftsteller, Übersetzer und Literaturwissenschaftler